# Mizri Ghar
Der Mizri Ghar ist einer der höchsten Berge des Sulaimangebirges im Westen von Pakistan.
Der Mizri Ghar befindet sich an der Grenze zwischen der Provinz Belutschistan und der Frontier Region Dera Ismail Khan, die den südlichsten Teil der Stammesgebiete unter Bundesverwaltung bildet.
Der Berg erreicht eine Höhe von 3111 m. Im selben Gebirgszug, 39 km weiter nördlich, erhebt sich der Tacht-i Suleiman.